# Ferdinand Robert Ebner
Ferdinand Robert Ebner (* 15. Dezember 1873 in Düsseldorf; † 21. März 1919 in Den Haag) war ein deutsch-niederländischer Fotograf.

## Leben

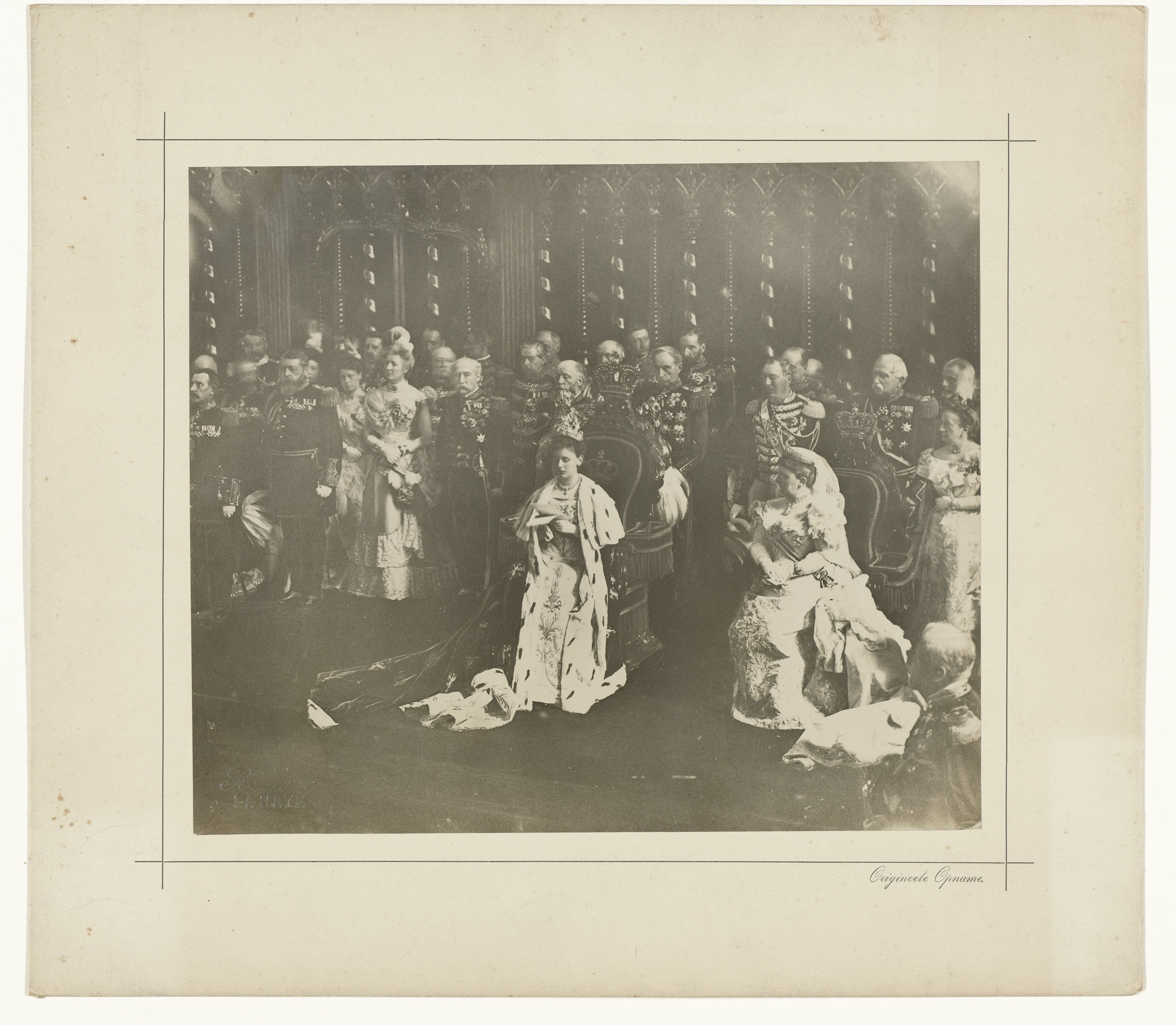
Huldigungszeremonie für Königin Wilhelmina in der Nieuwe Kerk zu Amsterdam, 1898

Ebner war bis 1896 in Düsseldorf tätig, ehe er nach Den Haag zog. Dort arbeitete er mit Unterbrechungen in den Jahren  1897/1898 sowie 1904–1916, in denen er in Brüssel bzw. Amsterdam gewirkt hatte, als Porträtfotograf. Am 4. Januar 1910 erhielt er die niederländische Staatsangehörigkeit.